# 다쭈 석각
다쭈 석각(대족석각, 중국어: 大足石刻)은 중화인민공화국 충칭시 다쭈 현에 있는 불교석굴이다. 1999년에 유네스코의 세계 유산(문화유산)에 등록되었다.

## 개요
다쭈 석각에는 9세기부터 13세기 무렵까지의 대승불교의 석불이 바위 벽에 조각되어 있다. 대부분이 불교에 관한 돌부처이지만, 더러는 도교의 신들도 조각되어 있어 삼교합일의 지향을 보여주고 있다.
그 중에서도 보정산에 있는 붓다의 입멸을 그린 석가열반상이 유명하고, 석가 열반상은 31m의 길이를 가지고 있다. 그 밖에 유명한 것은 금박 천수관음보살이 있고, 이것은 실제로 천 개 이상의 손을 가지고 있다.

다쭈 석각
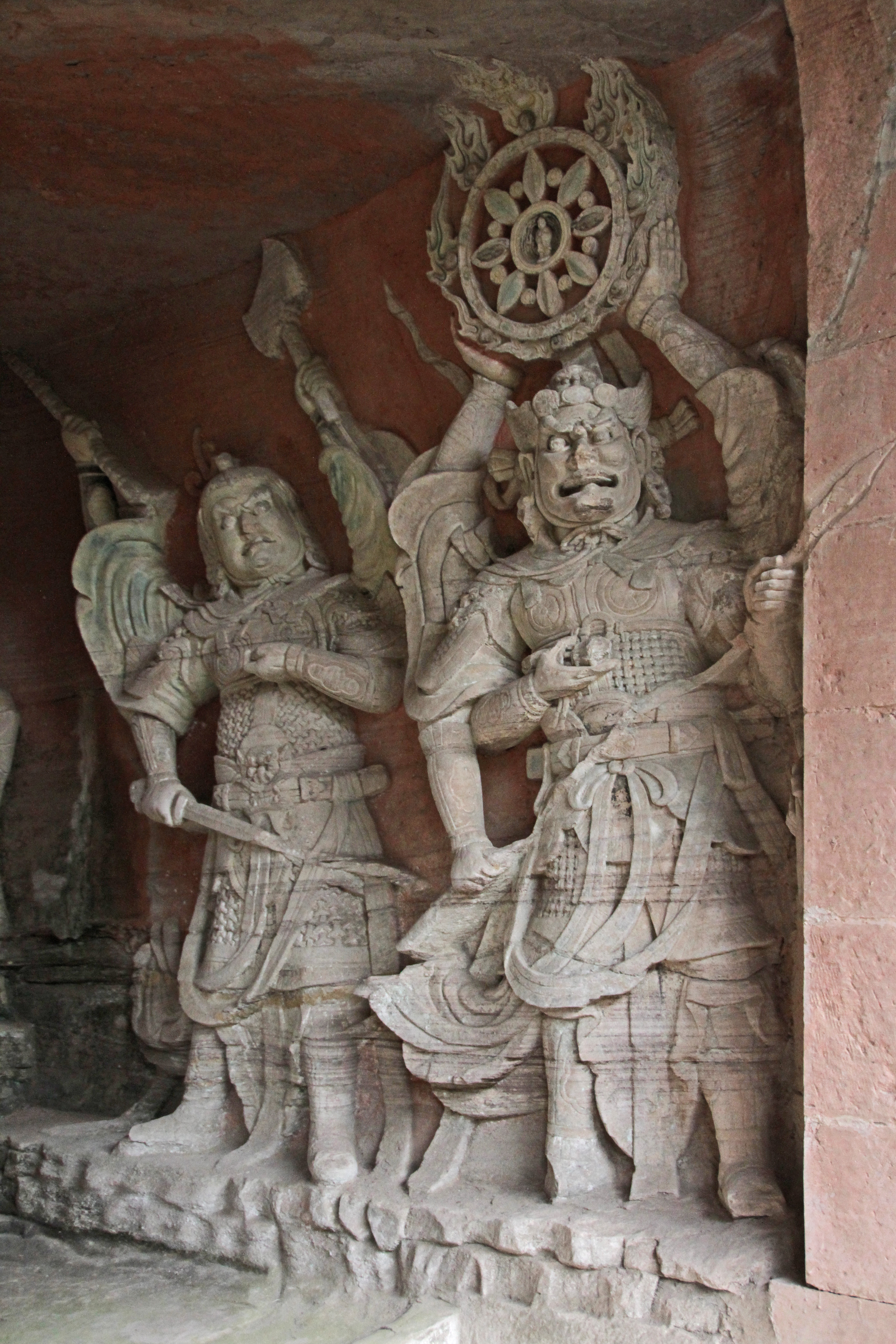
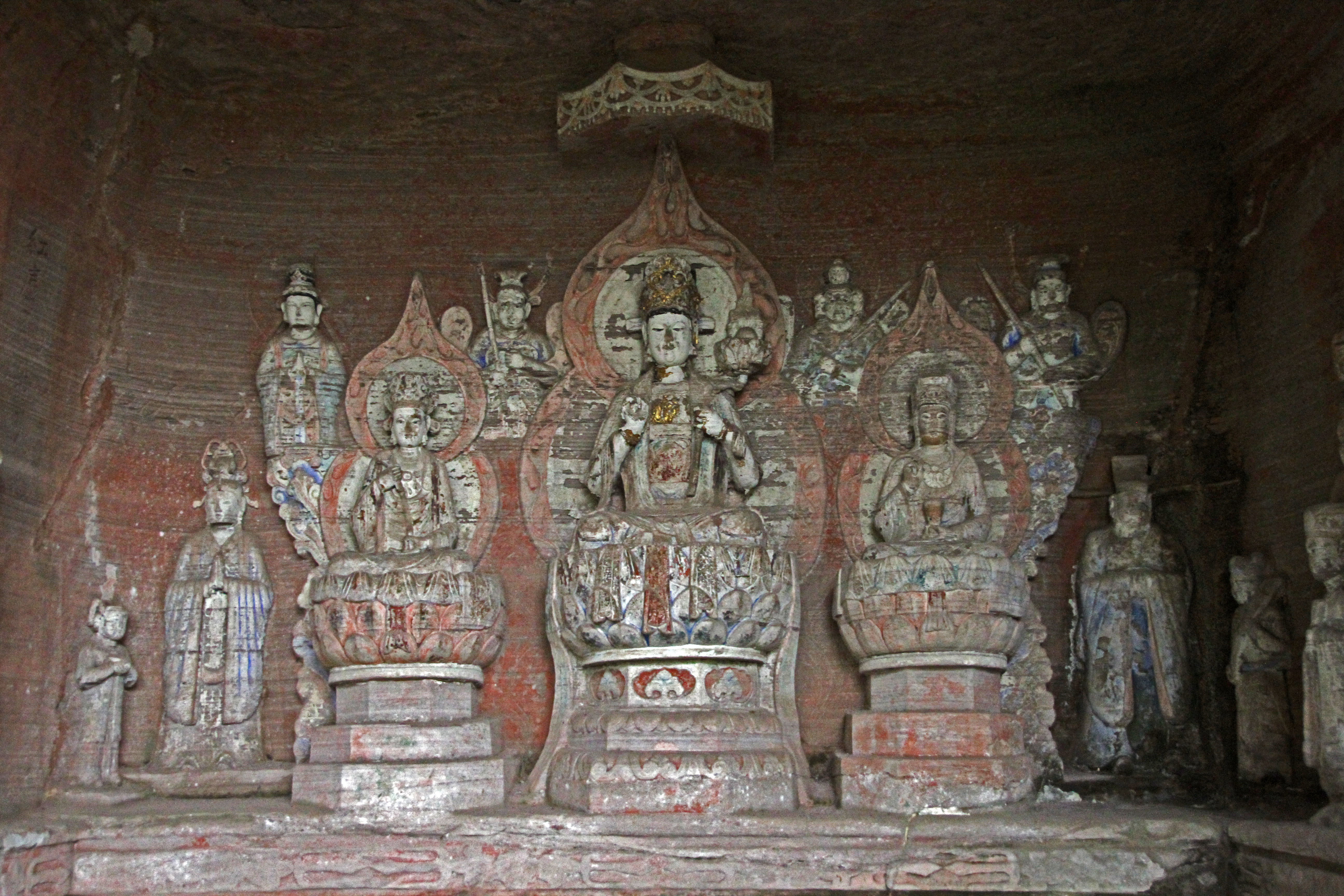
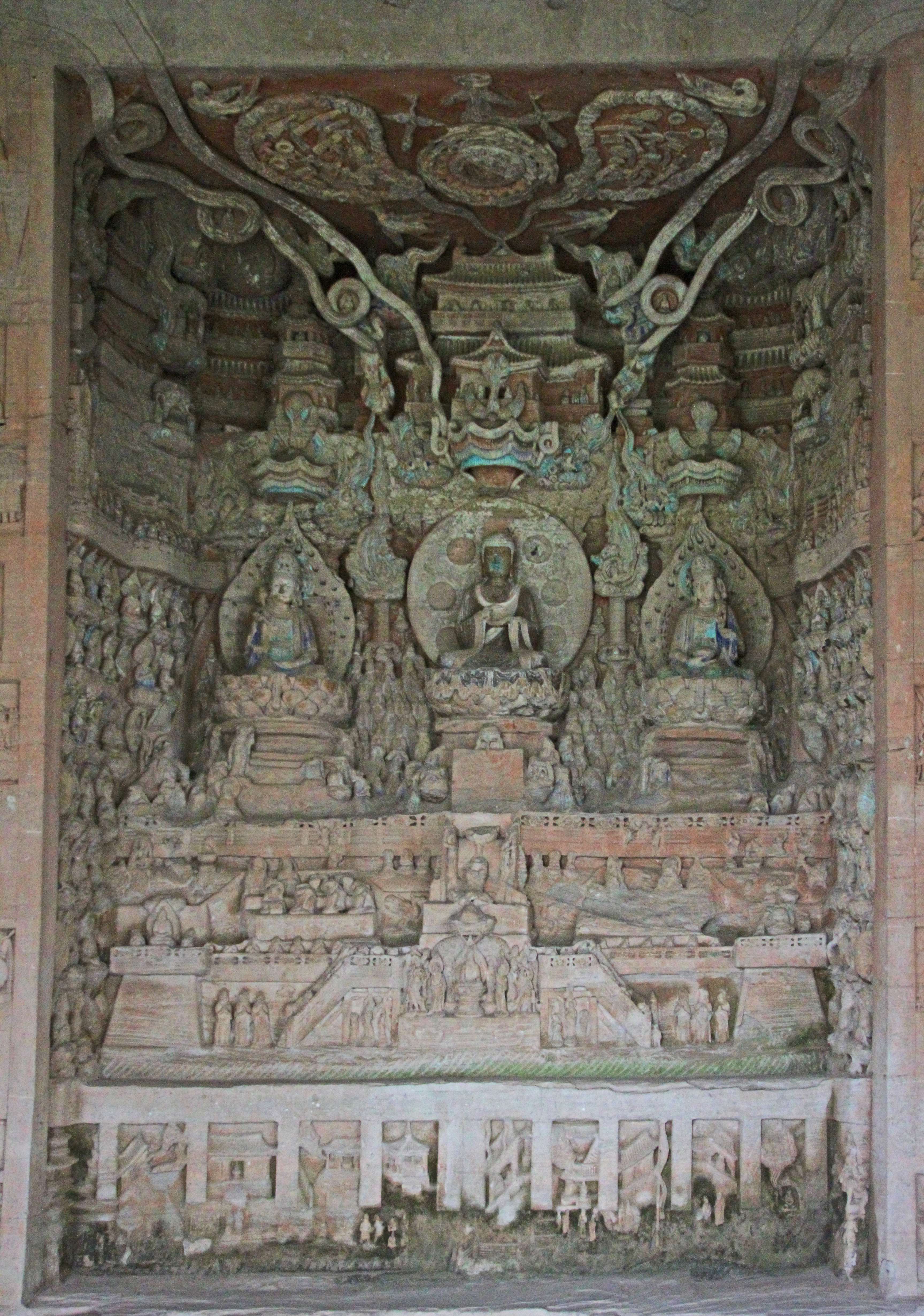
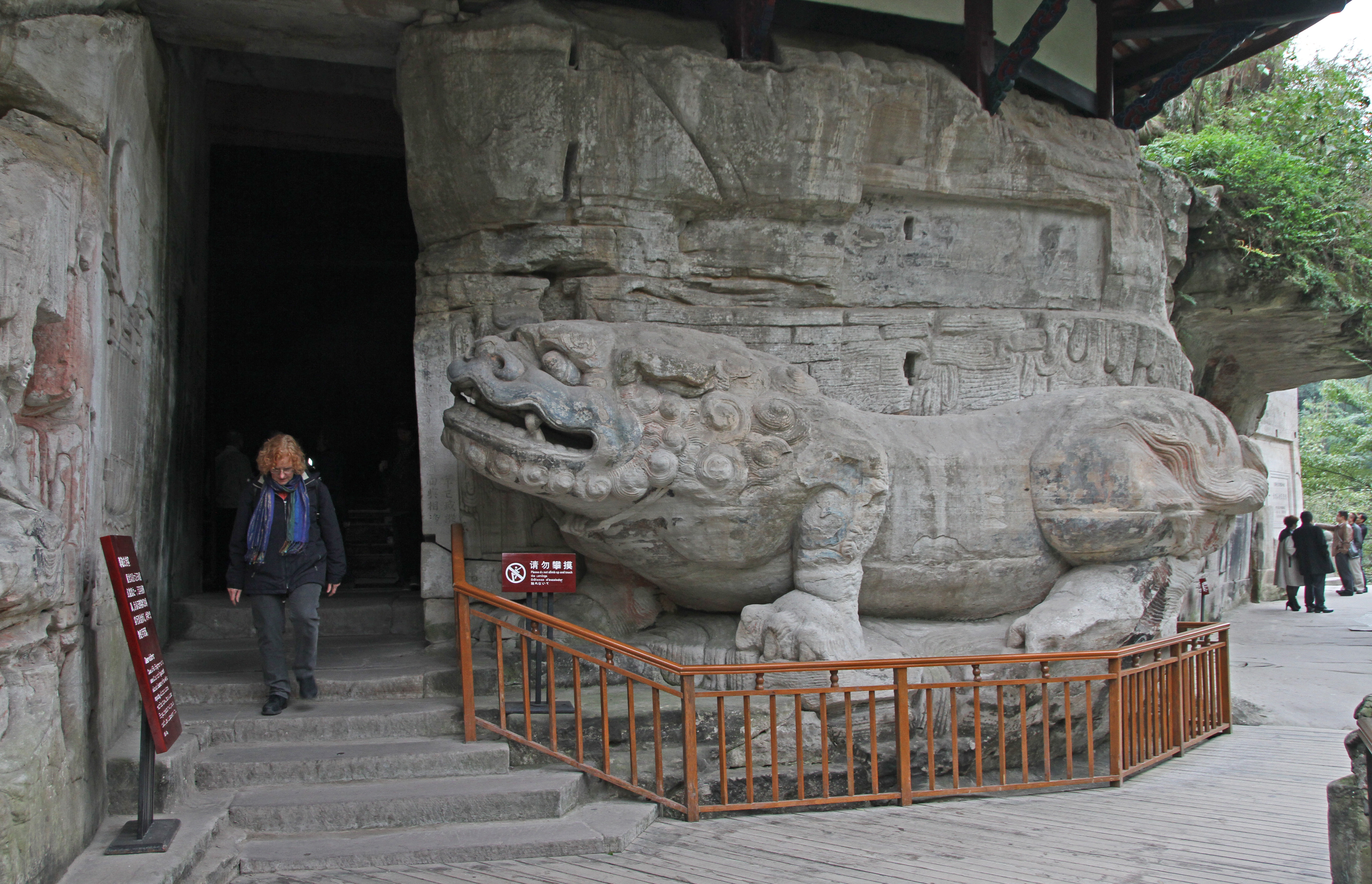
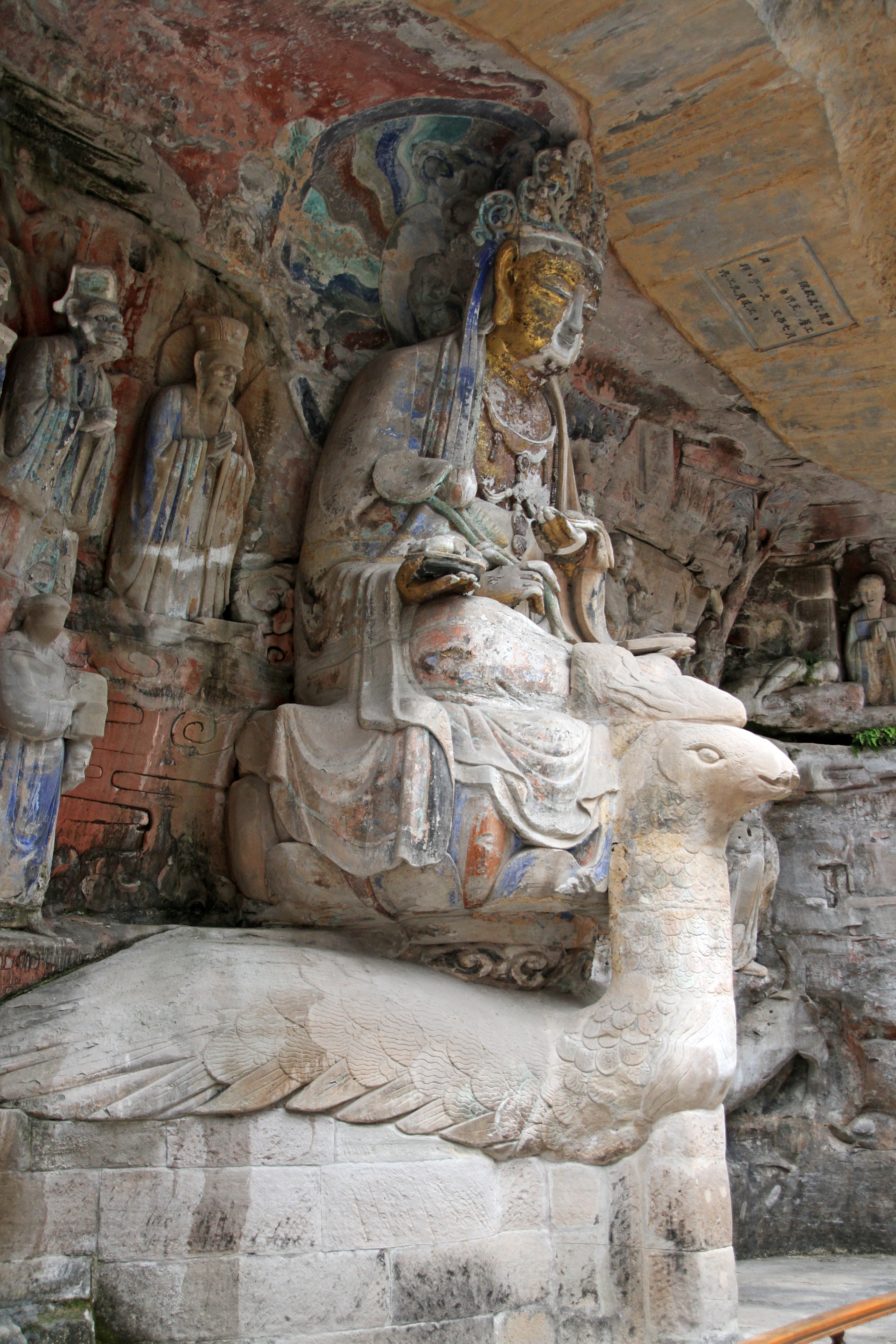
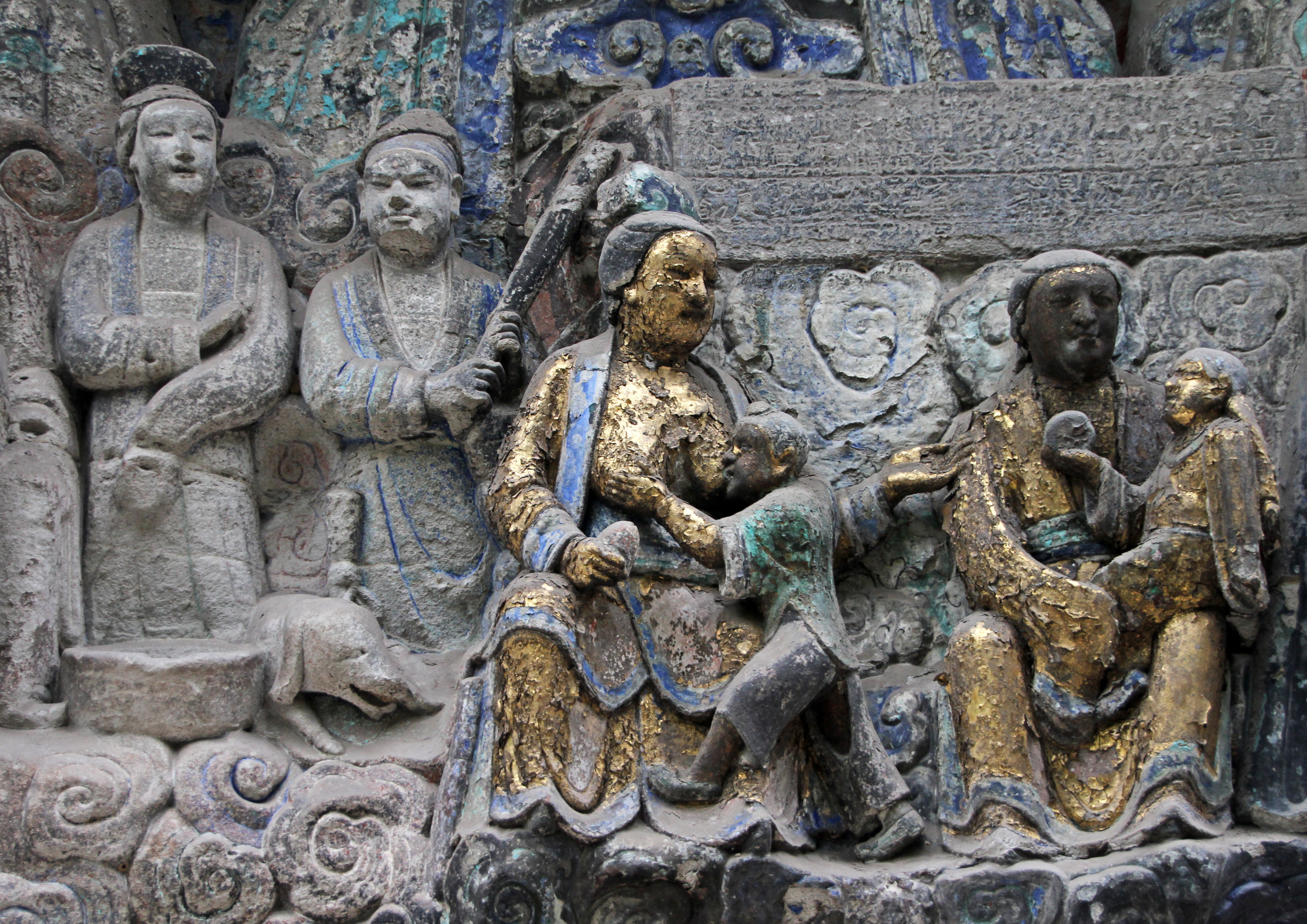
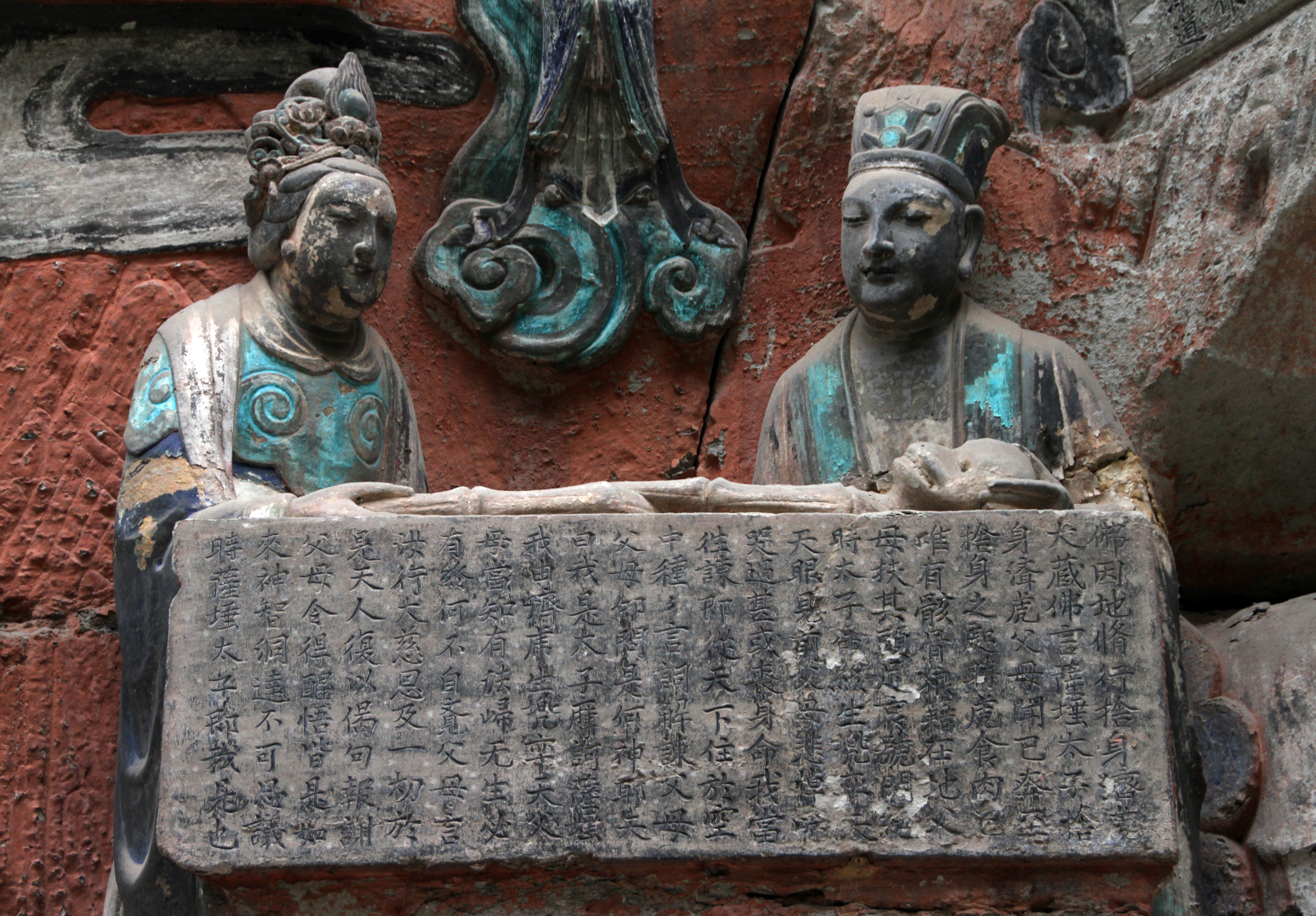
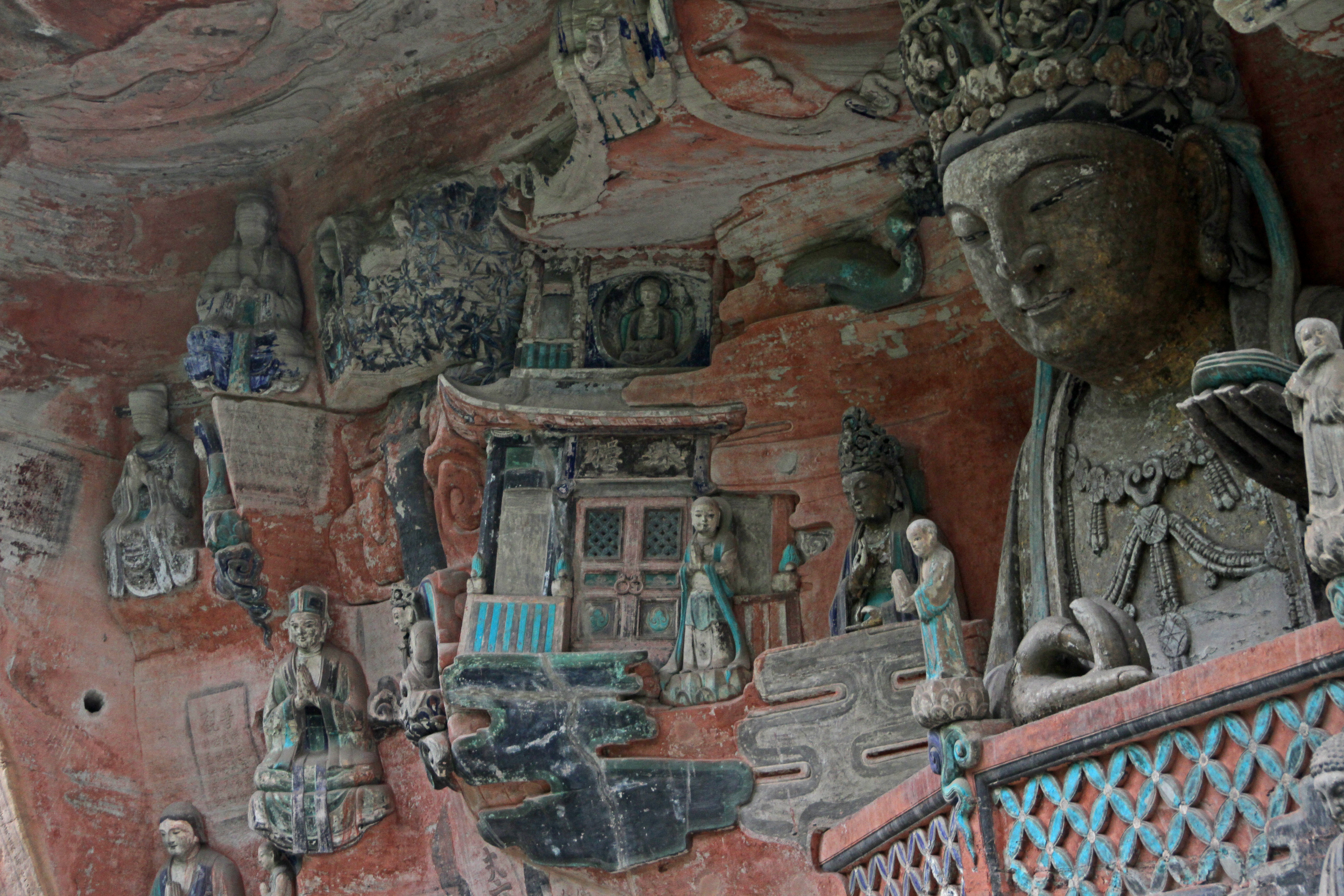
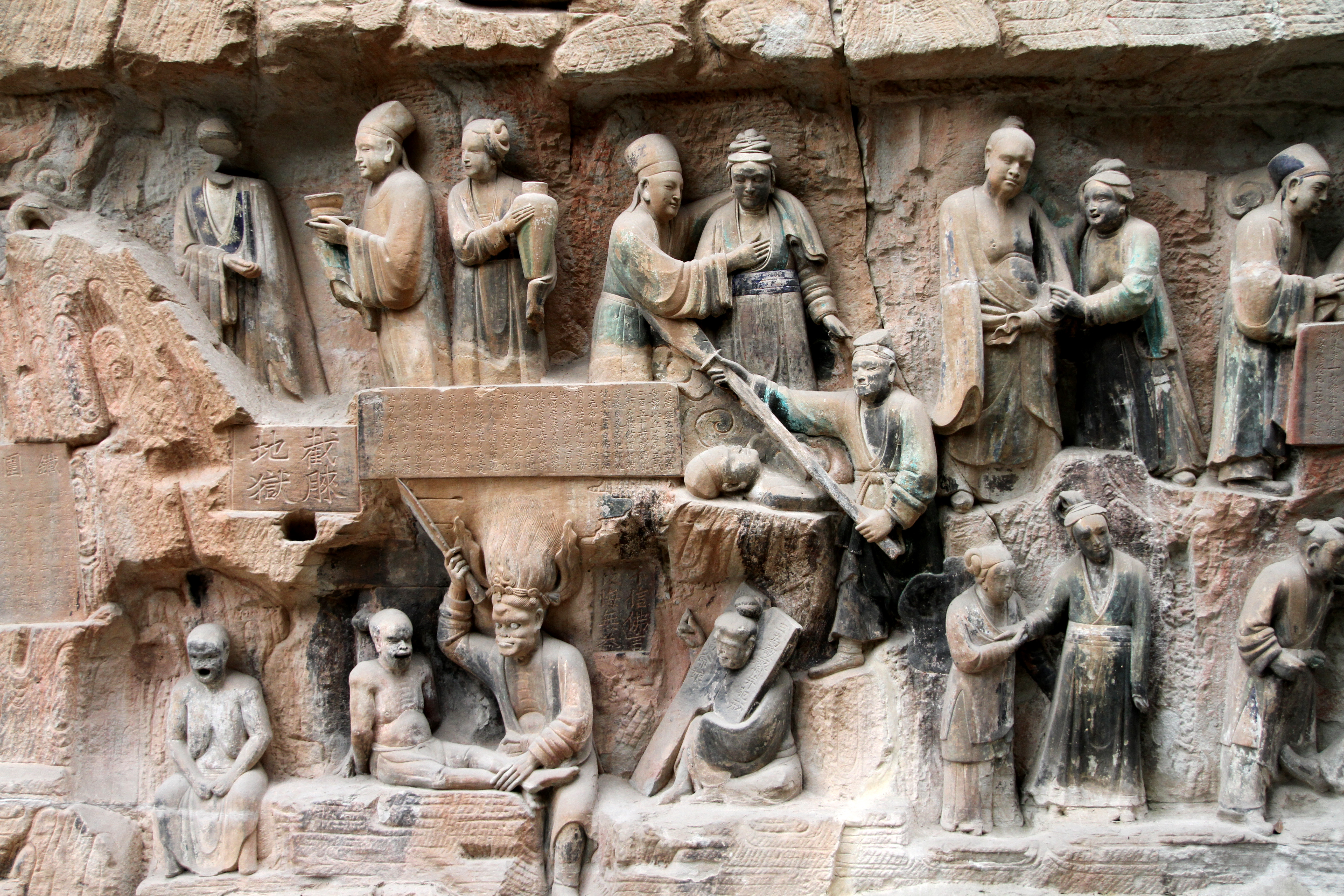
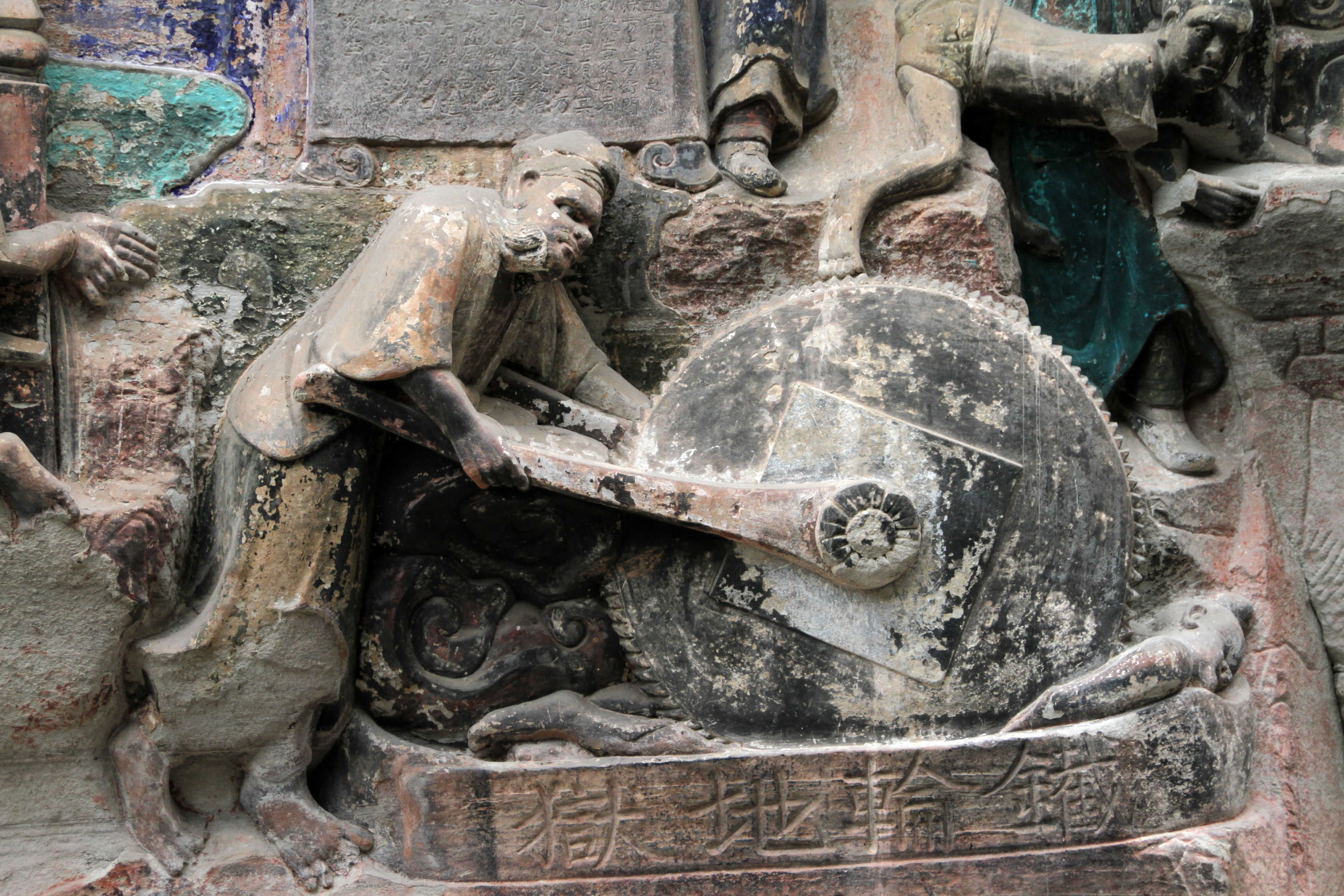

## 같이 보기
- 중국의 세계유산